# Фердинанд (филм)
Фердинанд (енгл. Ferdinand) је амерички рачунарско-анимирани драмедијско-авантуристички филм из 2017. године чију продукцију ради Blue Sky Studios и дистрибуцију 20th Century Fox. Филм је базиран на Мунро Лифовој и Роберт Лосоновој дечјој књизи Прича о Фердинанду, који су написали Роберт Л. Бајрд, Тим Федерле и Бред Коупланд и режирао га је Карлос Салдана. Филм садржи ансамблске гласовне улоге које чине Џон Сина, Кејт Макинон, Боби Канавале, Пејтон Менинг, Ентони Андерсон, Дејвид Тенант, Тим Нордквист, Лили Деј, Хуанес, Џерод Кармајкл, Мигел Ангел Силвестре, Раул Еспарза, Џина Родригез, Дејвид Дигс, Габријел Иглесијас, Флаула Борг, Борис Коџо и Сали Филипс. Прича, коју су написали Рон Барч, Дејвид Кид и Дон Рајмер, следи нежног пацифистичког бика по имену Фердинанд који одбија да учествује у борби с биковима, али је присиљен да се врати у арену где његова веровања изазвана због суочавања са највећим биком на свету.
Премијера филма Фердинанд била је 10. децембра 2017. године у Лос Анђелесу и изашао је у биоскопе 15. децембра 2017. године у Сједињеним Америчким Државама у 3D и 2D форматима. Зарадио је 296 милиона долара док је продукцијски буџет износио 111 милиона долара. Фердинанд је добио номинацију за најбољи анимирани филм на 90. додели награда Оскар (изгубио је од филма Коко) док је такође добио номинације за најбољи анимирани филм (такође изгубио од филма Коко) и за најбољу оригиналну песму („Home”) на 75. додели награда Златни глобус (коју је изгубио од песме „This Is Me”).
Представља последњи филм студија  који је изашао пре продаје предузећу Disney, као и последњи филм студија  који је изашао пре продаје предузећу Disney.
У Србији је премијера филма била 14. децембра 2017. године, синхронизован на српски језик. Дистрибуцију је радио MegaCom Film и синхронизацију Моби. Српска синхронизација је издата на издањима DVD и blu-ray.

## Радња
Након што су га људи погрешно доживели као једну разуздану звер, Фердинанда заробљавају и одводе од куће. Одлучан да се врати својој породици, он окупља тим крајњих супротности и креће на невероватну авантуру. Прича о Фердинанду доказује да предрасуде не смеју да постоје и да не треба да судимо неком бику по његовом изгледу.

## Улоге
| Лик            | Оригинални глас       | Српски глас          |
| -------------- | --------------------- | -------------------- |
| Фердинанд      | Џон Сина              | Александар Радојичић |
| Лупе           | Кејт Макинон          | Тамара Крцуновић     |
| Валианте       | Боби Канавале         | Томаш Сарић          |
| Ангус          | Дејвид Тенант         | Срђан Чолић          |
| Коска          | Ентони Андерсон       | Стефан Бундало       |
| Уна            | Џина Родригез         | Милена Живановић     |
| Дос            | Дејвид Дигс           | Младен Пецовић       |
| Кватро         | Габријел Иглесијас    | Иван Мирковић        |
| Нина           | Лили Деј              | Ивона Рамбосек       |
| Цакани         | Пејтон Менинг         | Милан Тубић          |
| Хуан           | Хуанес                | Немања Јаничић       |
| Ханс           | Флула Борг            | Дејан Дедић          |
| Грета          | Сали Филипс           | Бојана Вунтуришевић  |
| Клаус          | Борис Коџо            | Милан Пајић          |
| Морено         | Раул Еспарза          | Марко Кон            |
| Пако           | Габријел Иглесијас    | Александар Маровић   |
| Раф            | Џереми Систо          | Славиша Чуровић      |
| Ел Примеро     | Мигел Ангел Силвестре | Нигор                |
| мали Фердинанд | Колин Х. Марфи        | Стрибор Чолић        |
| мали Валианте  | Џек Горе              | Ђорђе Дивјак         |
| мали Коска     | Нил Дијаз             | Томислав Божовић     |
| мали Цакани    | Џет Јунгенсмејер      | Андрија Марковић     |